# Meriola longitarsis
Meriola longitarsis là một loài nhện trong họ Trachelidae.
Loài này thuộc chi Meriola. Meriola longitarsis được Eugène Simon miêu tả năm 1904.